# 鯡形白鮭
鯡形白鮭，為輻鰭魚綱鮭形目鮭科的一種，被IUCN列為次級保育類動物，僅分布於蘇格蘭的Loch Lomond，為特有種，棲息在開放性水域，屬肉食性，以昆蟲及蠕蟲等為食，體長可達38公分。